# Aeroportul Tardamu
Aeroportul Tardamu (IATA: SAU, ICAO: WATS) este un aeroport din Savu, Kupang⁠(d), Nusa Tenggara Timur⁠(d), Indonezia ce deservește zona Savu.
Situat la o altitudine de 54 m, aeroportul dispune de o singură pistă.